# 湖北神农架国家公园

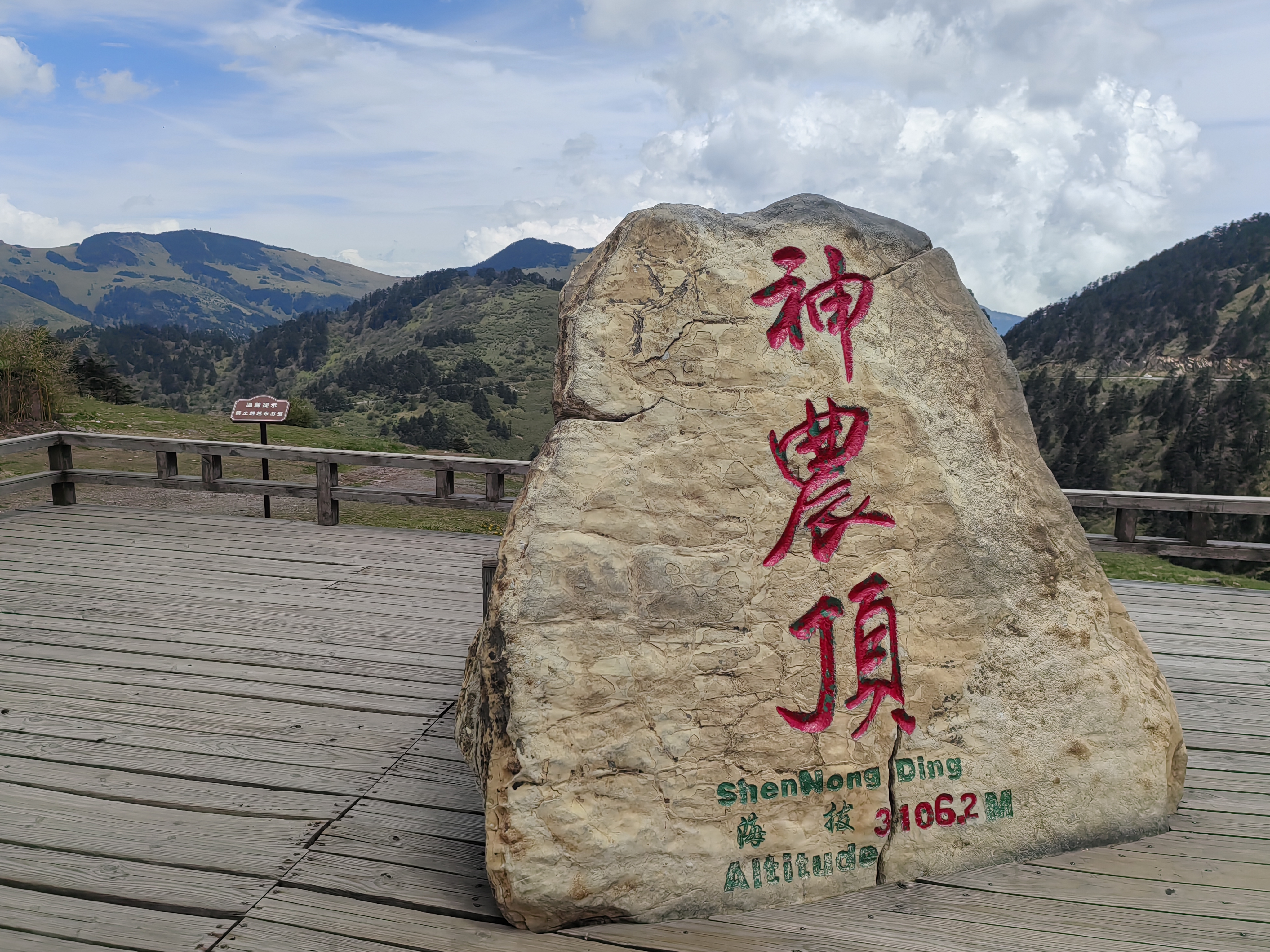
左前方遠處為神农顶

湖北神农架国家公园为一个位于中华人民共和国湖北省神农架林区的国家公园。地处湖北省西北部，相传华夏始祖炎帝神农氏在此搭架采药，亲尝百草而得名。该处保护地同时是世界自然遗产、中国国家级自然保护区、中国国家地质公园和世界地质公园。也是联合国教科文组织“人与生物圈计划”成员之一。2016年正式列入《世界遗产名录》。

## 历史
神农架，有人常讹“农”为“龙”，缘于神农氏曾到此地搭架采药之传说。1970年经国务院批准分房县、兴山、巴东邻界区域置省辖“神农架林区”，以境内神农架山峰（如神农顶、大神农架等）得名。
1982年，湖北省人民政府批准设立“湖北神农架省级自然保护区”。1985年10月，升格为国家级自然保护区。1990年12月17日，成为联合国教科文组织世界生物圈保护区网的一部分。2016年7月17日，神农架正式列入世界自然遗产名录，成為中國第50項世界遺產，也成为中国首个同时获得联合国教科文组织世界生物圈保護區網絡、世界地质公园网络、世界遗产三大保护制度共同录入的保护区、地质遗迹和遗产地。2021年，第44屆世界遺產大會調整了湖北神農架的邊界，調整後的世界遺產範圍區域包括神農頂、老君山和重慶五里坡，這一區域是中國生物多樣性最為豐富的三大區域之一，不但為許多珍稀動植物提供了生存環境，同時也為植物學、動物學與生態學研究提供了極為珍貴的資源和範例。大九湖湿地则被批准纳入国际重要湿地名录，并且是中国神农架世界地质公园的其中一个园区。

## 地理
神农架属于山区，山区占85%，森林覆盖率69.5%，境内山脉属秦岭山系大巴山脉东段的神农架山脉，西南部为亚高山区，东北部为中山、低山区。地势由西向东，由南向北逐渐降低。最高处神农顶海拔3106.2米（2011年9月23日前为3105.4米），最低点石柱河海拔398米；全境平均海拔1700米，84%的地域地处海拔1200米以上。主要山脉有武当山脉，巫山山脉，荆山山脉；有大小山峰400余座，其中海拔3000米以上的有小神农架、大神农架、神农顶、金猴岭、杉木尖、大窝坑6座。主要河流有香溪河、堵河、南河及其支流。
神农架位于湖北省西北边缘，地处重庆直辖市和湖北二省市交界处。相邻县级行政区有，北与湖北本省竹山县、房县交界，东临保康县，南接兴山县、巴东县，西与重庆市巫山县、巫溪县接壤。
神农架属于北亚热带季风气候区，为亚热带气候向温带气候过渡区域。全年日照时数1858.3小时，年均气温无霜期因海拔不同相差很大。年降水量在800—2500mm之间。春夏之交常有冰霜发生，一般从9月底至次年4月底为冰霜期。全年80%的时间盛行东南风。
另外，神农架自古以来有很多起“直立高等灵长目奇异动物”目击遭遇事件，成为世界“野人”研究的焦点之一。

## 资源
2011-2013年在神农架开展的第四次全国中药资源普查及本底调查工作中, 共统计到维管束植物222科1184属3550种, 其中蕨类植物38科85属289种, 裸子植物9科27属50种,被子植物175科1,072属3,211种。分布有第三纪孑遗植物连香树、水青树、领春木等，特有植物征镒麻属、膜叶贯众、神农架紫菀等，国家一级重点保护野生植物珙桐、红豆杉、南方红豆杉等，国家二级重点保护野生植物台湾水青冈、秦岭冷杉、鹅掌楸等。
神农架现有脊椎动物493种。其中哺乳纲75种，鸟纲308种，爬行纲40种，两栖纲23种，鱼纲47种。昆虫资源计有4143种。有国家重点保护野生动物73种。
此外，还先后发现了30多种白化动物，如白林麝、白鬣羚、白蛇、白熊等。白化动物多也是区内动物资源的一个鲜明特点。神农架是中国特有的珍稀动物金丝猴主要分区。金丝猴自然分布于四川、陕西、甘肃的部分地区和湖北省的神农架。